# Алтыналмас
«Алтыналмас» — казахстанская компания в сферах геологической разведки месторождений металлов, их добычи, переработки и строительства промышленной инфраструктуры. Создана в 1993 году.
Компании принадлежат 9 месторождений в Казахстане, на которых ведётся добыча золотосодержащей руды. Входит в тройку крупнейших производителей золота в стране (в 2021 году было произведено 407 тыс. унций золота).

## История
21 января 1993 года подписан указ президента Казахстана «О Национальной акционерной компании „Алтыналмас“», предусматривающий создание Национальной акционерной компании «Алтыналмас» на базе предприятий и организаций Республиканского производственного объединения «Каззолото» и Казахского государственного консорциума «Казалмаззолото». В состав компании были включены 7 горно-обогатительных комбинатов, 3 шахтостроительных управления, 3 геологоразведочных предприятия, Алматинский ювелирный завод, институт «КазГИНалмаззолото», старательские артели, состоящие в договорных отношениях с НАК «Алтыналмас». Компания приобрела статус представителя государства в вопросах добычи, переработки и производства драгоценных металлов, драгоценных камней и изделий из них.
В 1996 году компания приобрела Акбакайское месторождение в Жамбылской области.
В 1997 году компания была приватизирована и стала акционерным обществом с частной формой собственности.
В июне 2017 года Тимур Кулибаев продал 100 % акций АО «АК Алтыналмас» голландской компании GOUDEN RESERVES B.V. и Владимиру Джуманбаеву, ставшим владельцами соответственно 67,5 % и 32,5 % акций за 17,4 миллиарда тенге.
В 2017 году в компании стартовал проект глобальной цифровой трансформации, который направлен на реорганизацию бизнеса и стандартизацию бизнес-процессов с использованием новой инфраструктуры и новой операционной модели.
В 2018 году на месторождении Пустынное в Карагандинской области была запущена программа Mine to Mill, позволившая оптимизировать производственные процессы от добычи до переработки. Компания первой в Казахстане использовала этот алгоритм.

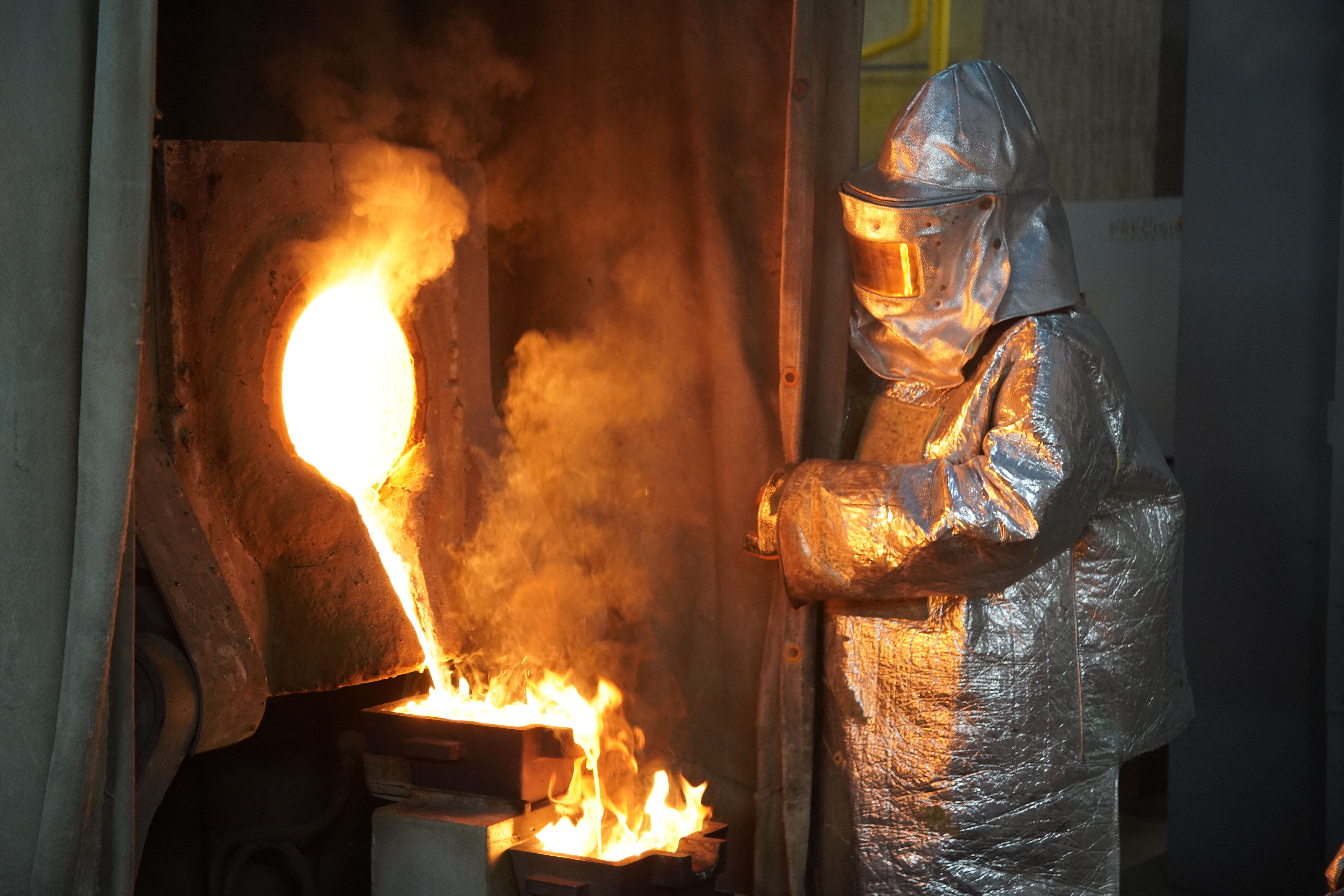
Плавка сплава доре на Золотоизвлекательной фабрике Аксу

В 2019 году АО «АК Алтыналмас» выкупил компании ТОО «Актогай мыс» и «ГМК Казахалтын», которому принадлежали рудники Аксу, Бестобе и Жолымбет в Акмолинской области.
В сентябре 2020 года стало известно об успешной реализации трех инвестиционных проектов между АО «АК Алтыналмас» и Евразийский банк развития (ЕАБР). Именно эти проекты поспособствовали развитию золотодобывающей промышленности в Республике Казахстан, на общую сумму более 285 млн долларов США.
В ноябре 2020 года АО «Алтыналмас» приступило к открытым горным работам на месторождении Аксу в Акмолинской области. В планах компании добыча руды в размерах 5 млн тонн.
В феврале 2021 года стало известно, что АО «АК Алтыналмас» стало обладать 100 % акций в АО «Горно-металлургический концерн Казахалтын».
В августе 2021 года АО «АК Алтыналмас» запустил масштабный проект по автоматизации бизнес-процессов на базе решения SAP S/4HANA и модельных компаний. В будущем новое решение позволит оптимизировать операционные издержки на 15 %, оборотный капитал — на 5 %, а также сократить рутинные операции на 20-30 %.
В апреле 2022 года стало известно, что золотоносный рудник Бестобе, принадлежавший АК «Алтыналмас» находится под угрозой закрытия из-за многочисленных жалоб жителей поселка.
В июне 2022 года стало известно о планах компании «Алтыналмас» запустить новую секцию золотоизвлекательной фабрики. За счет нововведения можно повысить объем переработки на 50 %.
В сентябре 2022 года было завершено обновление фабрики по переработке техногенно-минеральных образований на золоторудном месторождении Жолымбет и началась вторичная переработка ТМО и переработка золотосодержащей руды с выпуском сплава доре.
В мае 2023 года группу компаний возглавил Баламир Маханов.

## Предприятия

### Акмолинская область

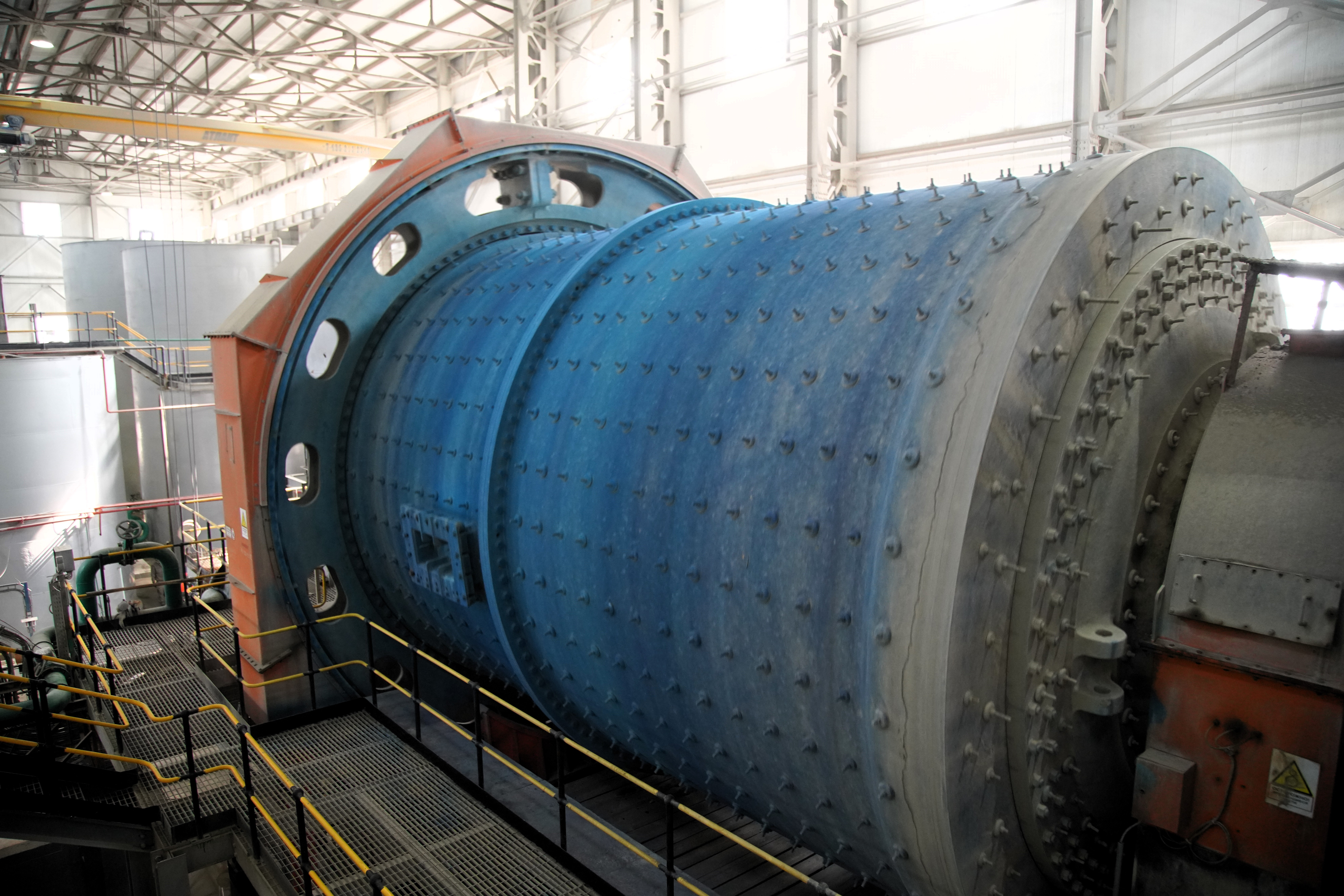
Золотоизвлекательная фабрика Аксу

Месторождения Аксу и Жолымбет в Акмолинской области осваиваются с 1932 года. В посёлке Жолымбет действуют шахта, карьер и золотоизвлекательная фабрика. В посёлке Аксу есть 2 производственные площадки компании «Алтыналмас»: карьер «Аксу-2» и шахта «Аксу Кварцитовые горки». Золотоизвлекательная фабрика перерабатывает руды со II Октябрьского поля Аксуского месторождения («Котенко», «Крутой», «Карьерный»).

### Жамбылская область
Акбакайское месторождение на территории Мойынкумского района (рядом с селом Акбакай, в 60 км к северо-востоку от села Мойынкум) было открыто в 1968 году геологом Дубеком Дуйсенбековым. Золотоизвлекательная фабрика Акбакай предназначена для переработки руд месторождений Акбакай, Бескемпир, Карьерное, Аксакал, Светинское, Кенжем и флотационных хвостов Акбакайской обогатительной фабрики. На золотоизвлекательной фабрике ведётся переработка золотосодержащих руд и выпускается сплав доре.

### Карагандинская область
Месторождение золота «Пустынное» расположено в Актогайском районе Карагандинской области в 100 км восточнее города Балхаш, в 25 км к северу от железнодорожной станции Акжайдак. В 3 км восточнее находится разведуемое месторождение с аналогичными рудами «Карьерное», которое является резервом для восполнения сырьевой базы горно-металлургического предприятия «Пустынное». В 12 км к востоку расположено кварцево-жильное золоторудное месторождение «Долинное». Права на недропользование данного месторождения принадлежат дочернему предприятию АО «АК Алтыналмас» — ТОО «Актогай мыс».